# Médecine dans la Perse antique

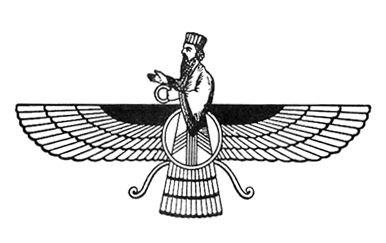
Les premiers témoignages sur l'histoire de la médecine dans l’antiquité Perse peuvent être retrouvés dans l’Avesta, la principale compilation de textes sacrés du zoroastrisme

La pratique et l'étude de la médecine en Perse a une histoire longue et prolifique. La médecine persane de l’antiquité a subi l’influence de  différentes traditions médicales venues de Grèce, d’Égypte, d’Inde  et de Chine pendant plus de 4000 ans et en a fait la synthèse pour former un noyau de connaissances qui a permis d’établir les fondements de la médecine dans l’Europe du XIIIe siècle. Les écoles  iraniennes comme l’Académie de Gundishapur (IIIe siècle apr. J.-C.) ont été un terrain fertile pour rapprocher les scientifiques de différentes civilisations,. Ces pôles ont prolongé avec succès les théories de leurs prédécesseurs et considérablement développé leurs recherches scientifiques pendant cette période de l'histoire.
Au cours des dernières années, certaines études expérimentales ont en effet évalué les remèdes de la médecine iranienne médiévale en utilisant les méthodes scientifiques modernes. Ces études ont évoqué la possibilité de relancer des traitements traditionnels sur la base de la médecine fondée sur des preuves.

## Contexte historique

### Époque pré-islamique

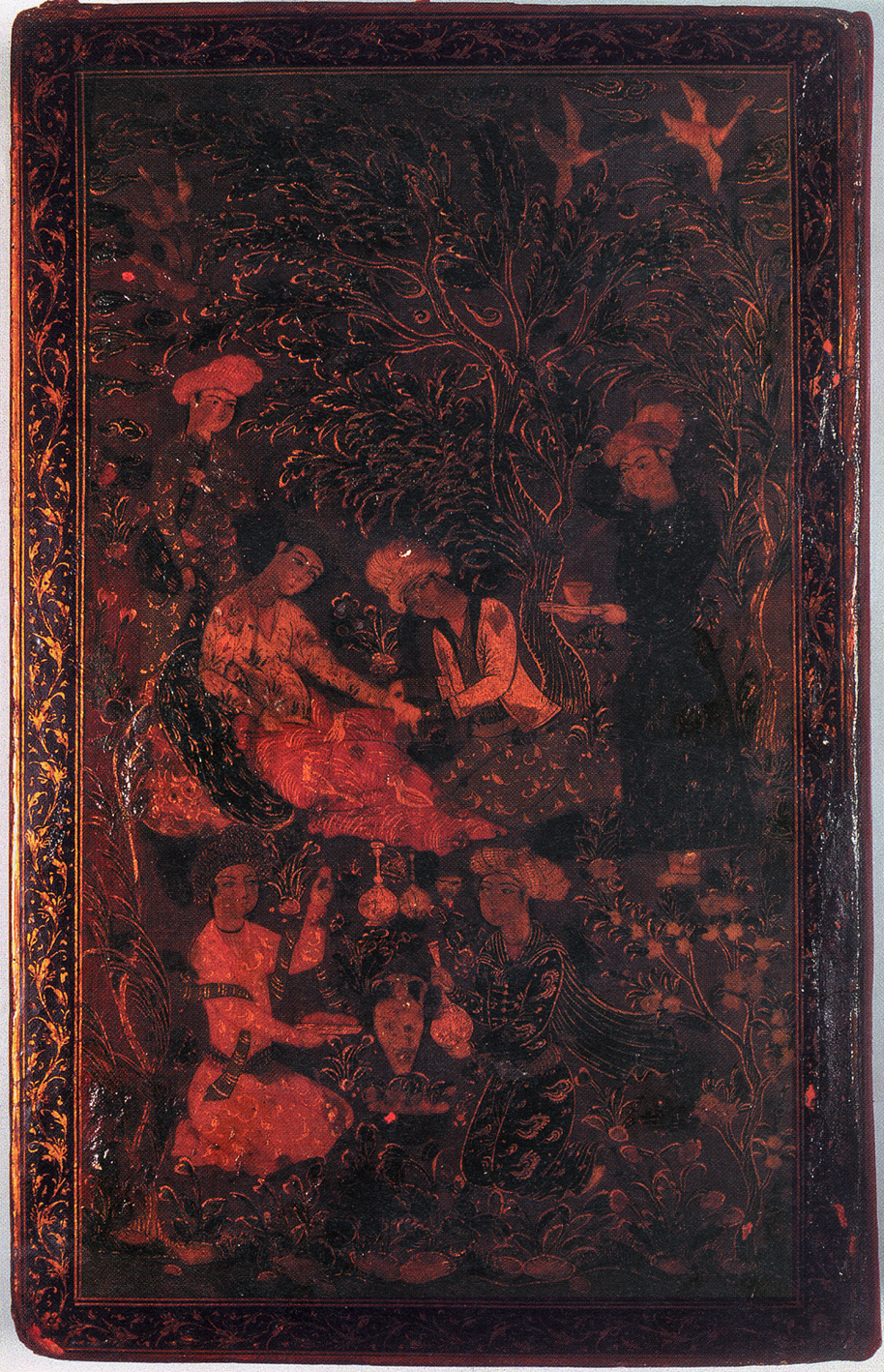
Laque Safavide : œuvre représentant un médecin prenant le pouls d'un patient. Extrait d’une copie du XVIIe siècle du Canon de la médecine d'Avicenne.Wellcome Library, Londres.

L’histoire de la médecine de l'antiquité Perse peut être divisée en trois périodes distinctes. Le sixième livre du Zend-Avesta contient les premiers témoignages sur l'histoire de la médecine de l’Iran antique. Le Vendidad consacre en fait la plupart de ses derniers chapitres à la médecine.
Dans un passage du Vendidad, l'un des textes encore disponible de la Zandavesta, on distinguait trois types de traitements : la médecine par le couteau (chirurgie), la médecine par les herbes, la médecine par les paroles divines et le meilleur traitement était, selon le Vendidad, la guérison par la parole divine:
« De tous les guérisseurs Ô Spitāma Zoroastre, à savoir celui qui guérit avec le couteau, avec des herbes ou avec des incantations sacrées, le dernier cité est le plus puissant car il s’attaque à la source même des maladies. » (Ardibesht Yasht)
Bien que l'Avesta mentionne plusieurs médecins réputés, les praticiens les plus remarquables de la Perse antique ont été les médecins de l’époque la plus tardive, à savoir: Mani, Roozbeh et Bozorgmehr.
La deuxième époque couvre l'ère qui est connue comme celle de la littérature pahlavi qui a systématiquement traité le thème de la médecine dans un intéressant ouvrage incorporé à l’encyclopédie de Dinkart, qui a répertorié, en comptant les différentes formes et variantes, quelque 4333 maladies.
La troisième ère commence avec la dynastie Achéménides et couvre la période de Darius I, dont l'intérêt pour la médecine était si grand qu'il a reconstruit l'école de médecine de Sais, en Égypte qui avait été détruite auparavant, restaurant ses livres et son matériel.
Le premier hôpital voué à l’enseignement où les étudiants en médecine apprenaient méthodiquement leur métier sur des patients sous la supervision de médecins a été l’Académie de Gundishapur dans l’Empire perse. Certains experts vont même jusqu'à prétendre que : dans une très large mesure, le mérite d’avoir inventé le système hospitalier revient à la Perse.
Selon le Vendidad les médecins devaient apporter la preuve de leur compétence en guérissant trois patients adeptes du Divyasnan et s’ils échouaient ils n’avaient pas le droit de pratiquer la médecine. À première vue, cette règle peut paraître discriminatoire et fondée sur l'expérimentation humaine. Mais certains auteurs considèrent que, dès le début, les médecins ont appris à refuser les préjugés et à soigner leurs adversaires aussi bien que leurs amis,. Fait intéressant, les honoraires du médecin étaient calculés en fonction des revenus du patient.
L'idée de la Xénogreffe remonterait à l'époque de l’Empire achéménide (dynastie Achéménides), comme pourraient le suggérer de nombreuses gravures de chimères mythologiques encore présentes à Persépolis.

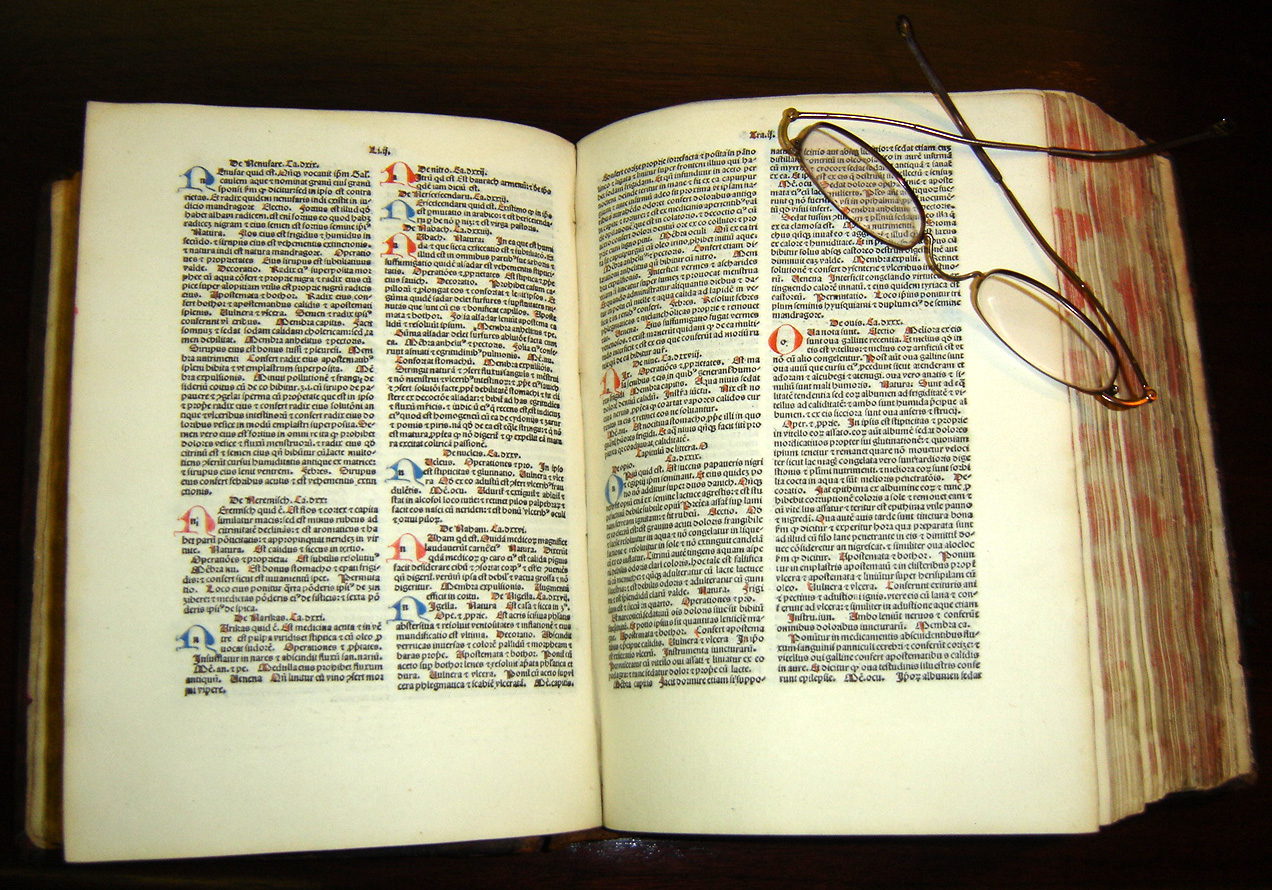
Une traduction latine du Canon de la médecine d’Avicenne vieille de 500ans.

La science iranienne a reçu un coup d’arrêt au moment de l’invasion arabe (630 apr. J.-C.). Beaucoup d'écoles, d’universités et de bibliothèques ont été détruites, des livres ont été brûlés et des chercheurs tués. Néanmoins, les scientifiques iraniens ont continué leur activité et la science Perse a refait surface au cours de la période islamique. Pour sauver les livres de la destruction par les arabes, de nombreux textes pahlavi ont été traduits en arabe et l’Iran a produit des médecins et des scientifiques comme Avicenne, Razi et des mathématiciens comme Kharazmi et Khayyam, Ils ont recueilli et développé systématiquement l’héritage médical de l’antiquité grecque, indienne, perse et réalisé de nouvelles découvertes.

### Après l’arrivée de l’Islam
L'un des principaux rôles joués par les savants iraniens médiévaux dans le domaine scientifique a été la conservation, la consolidation, la coordination et le développement des idées et des connaissances des anciennes civilisations. Certains Hakim (praticiens) iraniens, tels que Razi connu en Occident sous le nom de Rhazes et Ibn Sina davantage connu sous le nom d’Avicenne ne se sont pas seulement contentés de compiler tout le savoir de la médecine de l'époque, mais ont également développé ces connaissances en apportant leurs compétences, ainsi que des observations personnelles pertinentes et les données de l'expérimentation,. Le Qanoon fel teb d'Avicenne (Le Canon) et le Kitab Al-Hawi de Razi (Continens) ont été parmi les textes de référence utilises en Occident pour l'enseignement de la médecine du XVIIIe au XVIIIe siècle,
Les médecins perses ont mis au point les premières méthodes scientifiques applicables au domaine de la médecine. Il s'agit notamment de la mise en place de l’expérimentation, de la quantification, des essais cliniques, de la dissection, de l’expérimentation animale, de l’expérimentation sur l’homme et de l’autopsie, par des médecins musulmans, tandis que les hôpitaux du monde islamique mettaient l’accent sur les premières règles de pureté des médicaments et les premières évaluation des compétences des médecins.
Au Xe siècle, Rhazes a été le premier à introduire les expérimentations scientifiquement contrôlées et les observations  cliniques dans le domaine médical et le premier à rejeter les théories non vérifiées par l’expérimentation médicale. La première expérience médicale a été réalisée par Razi, en vue de trouver le lieu le plus hygiénique pour construire un hôpital. Au Xe siècle à Bagdad, il avait accroché des morceaux de viande dans différents endroits de la ville et répertorié les lieux où la viande se décomposait  moins rapidement pour y construire l'hôpital. Dans son traité de médecine, Razi rapportait des cas cliniques tiré de sa propre expérience et de très utiles observations sur diverses maladies. Dans ses doutes sur Galien, Razi a également été le premier à prouver que la théorie des quatre éléments d’Aristote et la théorie des humeurs de Galien étaient toutes les deux fausses en utilisant la méthode expérimentale.
Avicenne (Ibn Sina) est considéré comme le père de la médecine moderne, pour son introduction systématique de l’expérimentation et de la quantification dans l'étude de la physiologie, l'introduction des essais cliniques, de l'expérimentation sur les médicaments, et un guide méthodologique d'expérimentation précis pour le processus qui consistait à découvrir de nouvelles substances chimiques actives sur le plan pharmacologique et à prouver leur efficacité thérapeutique , dans son encyclopédie médicale, le Canon de la médecine (c. 1020).

### Neurologie et neurochirurgie
On peut faire remonter l'histoire des neurosciences en Iran au IIIe siècle av. J.-C., lorsque fut réalisée la première intervention de chirurgie crânienne à Shahr-e-Sukhteh (Burnt City) dans le sud-est de l'Iran. Les études des archéologues sur le crâne d'une jeune fille âgée de 13 ans et souffrant d'hydrocéphalie ont indiqué qu'elle avait subi une intervention sur les os du crâne et qu’elle avait survécu au moins 6 mois après l’opération.
À partir de plusieurs documents encore disponibles, on peut établir les définitions et les traitements des céphalées  en Perse médiévale. Ces documents donnent des informations cliniques détaillées et précises sur les différents types de maux de tête. Les médecins médiévaux inventoriaient divers signes et symptômes, les causes apparentes et donnaient des règles d'hygiène alimentaire pour la prévention des maux de tête. Les écrits médiévaux sont à la fois précis et vivants, et ils fournissent de longues listes de substances utilisées dans le traitement des maux de tête. Bon nombre des approches des médecins de la Perse médiévale sont acceptés aujourd'hui, mais davantage d’autres encore pourraient être utiles à la médecine moderne.
Le traitement médicamenteux de l’épilepsie dans la médecine médiévale iranienne est individualisé, il comporte différentes substances prescrites seules ou en association avec un dosage différent pour chacune d’entre elles. Les médecins soulignent l'importance de la dose, de la voie d'administration et de la définition d’horaires pour l'administration du médicament. Des récentes expériences sur les animaux confirment l’effet anti-convulsivant de certains des composés recommandés par les praticiens iranien médiévaux pour le traitement de l'épilepsie.

### Obstétrique et gynécologie
Au Xe siècle un ouvrage de Shâh Nâmeh et Ferdowsi décrit une césarienne effectuée sur la princesse Rudaba, fille du roi de Kaboul Mehrab Kaboli, au cours de laquelle un vin avait été préparé par un prêtre  zoroastrien et utilisé comme anesthésique pour provoquer la perte de conscience pendant l'intervention. Bien que largement mythique dans son contenu, ce passage illustre la connaissance de l’anesthésie dans l'Antiquité perse.